# Licomedes de Mantinea
Licomedes de Mantinea (en llatí Lycomedes, en grec antic Λυκομήδης) fou un militar i home d'estat arcadi. Segons Xenofont i Pausànies va néixer a Mantinea d'una família rica, i era molt ambiciós.

## Biografia
Va ser un dels fundadors de Megalòpolis l'any 370 aC i segons Diodor de Sicília l'autor del plànol de la ciutat, encara que Pausànies diu que eren d'Epaminondes. L'any 369 aC Licomedes era el general de la Lliga Arcàdia i va derrotar prop d'Orcomen els espartans dirigits per Politrop. També va atacar Pel·lene a Lacònia i va fer esclaus als seus habitants.
A partir del 368 aC va mostrar forts sentiments nacionalistes i va fomentar l'enveja i l'odi dels arcadis cap a Tebes. Licomedes, en un exordi, va recordar als seus conciutadans que eren fills d'aquella terra, el seu nombre, la importància dels seus generals i homes il·lustres, i que l'aliança amb el seu país era tant important per a Tebes com abans va ser per Esparta. És possible que aquest sentiment nacional d'Arcàdia hagués escurçat l'estada d'Epaminondes al Peloponès en la seva segona invasió. Xenofont i Diodor de Sicília parlen del valor exhibit pels arcadis a les batalles i dels èxits de les seves victòries.

### El congrés de Tebes del 367 aC
El mateix esperit d'independència va mostrar l'any 367 aC, al congrés celebrat a Tebes, després del retorn dels enviats grecs a Susa, quan es va llegir el dictamen del rei Artaxerxes I de Pèrsia que afavoria extraordinàriament a Tebes. Els tebans van exigir a tos els delegats que juressin respectar el dictamen, i Licomedes va dir que aquella reunió no havia d'haver celebrat a Tebes sinó al lloc on hi va haver la guerra. Els tebans van respondre amb ràbia que allò portava a la discòrdia i al final de l'aliança i Licomedes es va retirar del congrés amb els seus col·legues

### Aliança amb Atenes
El 366 aC la pèrdua d'Oropos va exasperar als atenencs contra els seus aliats i Licomedes va proposar llavors una aliança entre Tebes i Arcàdia, proposta inicialment rebutjada pels atenesos, ja que comportava una ruptura del seu tractat amb Esparta, però més tard va ser considerada, ja que si Arcàdia era independent de Tebes allò anava bé tant als atenesos com als espartans. Licomedes al seu retorn per mar des d'Atenes es va aturar a un punt concret de la costa del Peloponès per recollir uns exiliats arcadis, i allí alguns d'aquests exiliats el van assassinar.